# Alceo Dossena

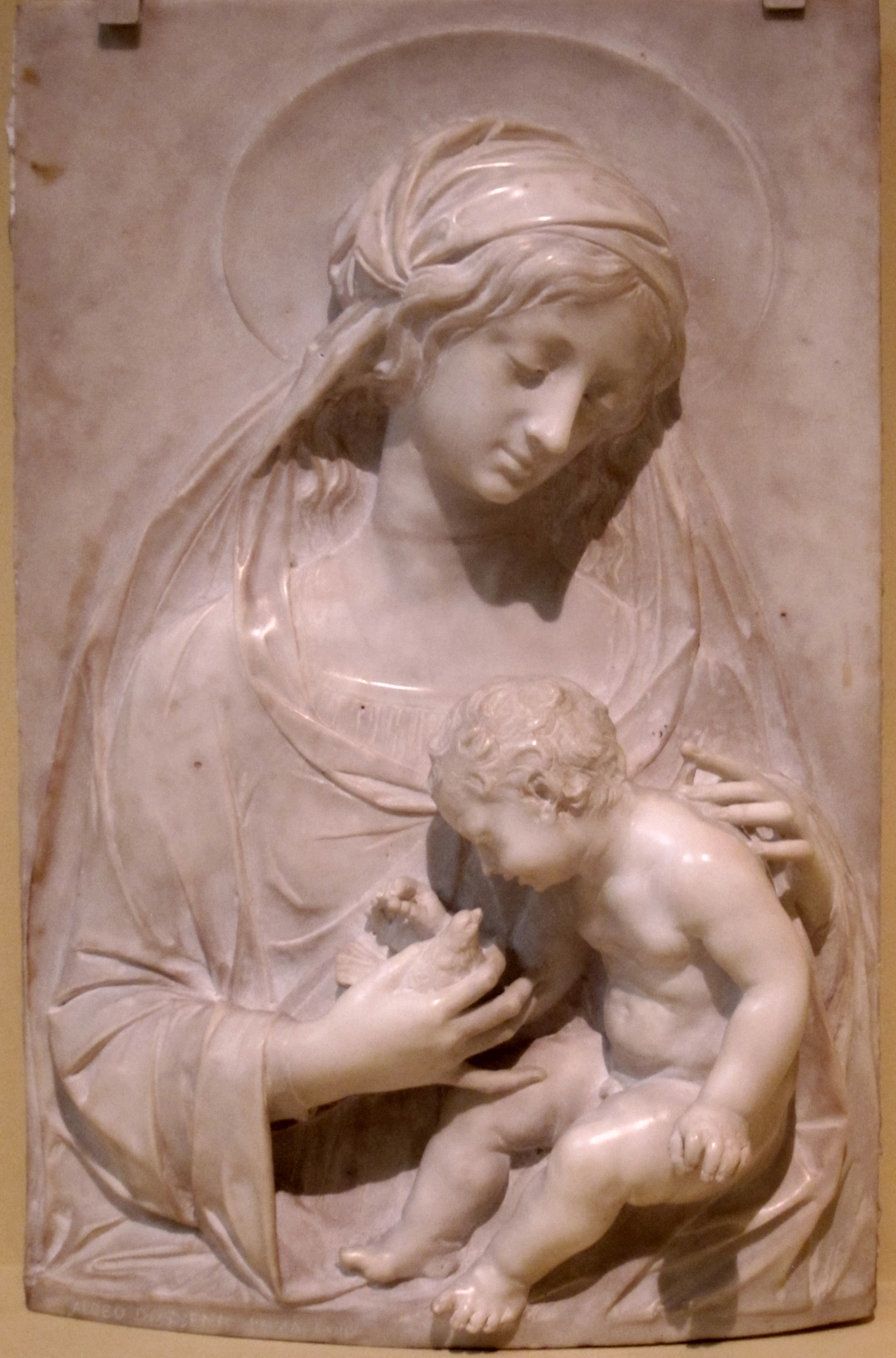
Jedna z rzeźb Dosseny, przedstawiająca Madonnę z Dzieciątkiem

Alceo Dossena (ur. 8 października 1878, zm. 11 października 1937 w Rzymie) – włoski rzeźbiarz, jeden z najsłynniejszych w historii fałszerzy dzieł sztuki.
Pochodził z Cremony, w 1916 roku przybył do Rzymu. Żył w ubóstwie, pracując w małym warsztacie nad Tybrem. Jego nieoczekiwana kariera zaczęła się, gdy sprzedał za 100 lirów złotnikowi i handlarzowi dzieł sztuki Alfredowi Fasoliemu marmurowy relief z przedstawieniem Matki Boskiej. Fasoli, poznawszy się na talencie Dosseny, sprzedał następnie dzieło za wielokrotnie wyższą sumę jako zabytek. Później wciągnął nieświadomego niczego artystę do współpracy, zamawiając u niego kolejne rzeźby imitujące dzieła antyczne, średniowieczne i renesansowe, które sprzedawał dalej bez wiedzy ich twórcy. Niezwykły kunszt artystyczny Dosseny utrudniał rozpoznanie fałszerstw, jego styl przypominał dzieła takich mistrzów jak Giovanni Pisano, Mino da Fiesole czy Simone Martini, zaś najwybitniejsi rzeczoznawcy ówczesnych czasów nie potrafili dostrzec, iż mają do czynienia z dziełami współczesnego sobie twórcy. Za swoje zlecenia otrzymywał skromne wynagrodzenie, podczas gdy odbiorcy sprzedawali rzeźby za kwoty rzędu tysięcy lirów.
Afera z fałszywymi dziełami wyszła na jaw po śmierci żony Dosseny w maju 1927 roku. Pozbawiony pieniędzy artysta udał się wówczas do jednego ze swoich zleceniodawców z prośbą o zaliczkę, gdzie spotkał się z odmową. Przy okazji dowiedział się jednak o procederze handlu jego dziełami jako rzekomymi zabytkami przez niedzielących się z nim zyskami oszustów. W następstwie ujawnił się publicznie jako ich twórca, demaskując zarabiających na fałszerstwach pośredników. Wykorzystany i pozbawiony dochodów Dossena zmarł w rzymskim przytułku dla ubogich.